# Eugène Ernest Hillemacher

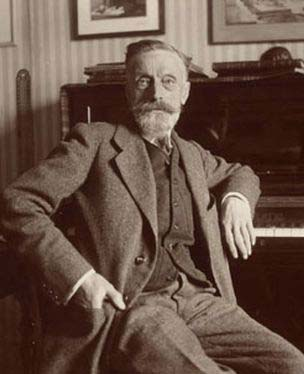
Eugène Ernest Hillemacher (1887)

Eugène Ernest Hillemacher (* 13. Oktober 1818 in Paris; † 3. März 1887 ebenda) war ein französischer Maler, der der Akademischen Kunst zugerechnet wird.

## Leben
Hillemacher war der Sohn von Guilleaume Hillemacher und Wilhelmine Christine Faber. Seine Ausbildung erhielt er an der École nationale supérieure des beaux-arts de Paris durch Léon Cogniet. 1840 stellte er zum ersten Male im Salon de Paris aus, was er in den folgenden 40 Jahren mit großer Regelmäßigkeit wiederholte. Dreimal wurden ihm die Medaillen erster Klasse verliehen, 1869 wurde er zum Ritter der Ehrenlegion ernannt.
1850 heiratete Hillemacher Isabelle Julie Antoinette Oosterlinck. Hillemachers Bruder Frédéric Désiré wurde ein bekannter Graveur, seine Söhne Paul Hillemacher und Lucien Hillemacher waren bekannte Komponisten, die Preisträger des Prix de Rome waren.
Hillemacher verstarb 1887 in seinem Haus in der Nr. 46 Boulevard Magenta im 10. Arrondissement von Paris. Die Bestände seines Ateliers wurden am 7. Mai desselben Jahres im Hôtel Drouot versteigert.

## Werke (Auswahl)
- 1840: Cornelia, Mutter der Gracchen.
- 1852: Die Belagerung von Rouen 1418.
- 1853: Clotilde de Surville, 259 × 187 cm, Musée Fabre, Montpellier.
- 1863: Antonius wird sterbend zu Kleopatra gebracht, Musée de Grenoble.
- 1863: L’Empereur Napoléon Ier avec Goethe et Wieland (1808).
- 1865: Psyche in der Hölle, National Gallery of Victoria.
- 1868: Le petit Jehan de Saintré et la Dame des belles cousines, Standort unbekannt.
- 1868: Die Vorstellung, Öl auf Leinwand, 96,5 × 137,3 cm;Christie’s, New York, 4. April 2007.
- 1869: Aristides und der Bauer, Musée des Beaux-Arts (Dijon).
- 1881: Die Folter des Cornelis de Witt.

Verschiedene der Werke Hillemachers wurden durch Druckverfahren reproduziert und somit populär gemacht.